# John Hart Lake
John Hart Lake är en sjö i Kanada.   Den ligger i provinsen British Columbia, i den sydvästra delen av landet, 3 700 km väster om huvudstaden Ottawa. John Hart Lake ligger 152 meter över havet. Arean är 3,0 kvadratkilometer. Den sträcker sig 2,6 kilometer i nord-sydlig riktning, och 5,5 kilometer i öst-västlig riktning.
I omgivningarna runt John Hart Lake växer i huvudsak blandskog. Trakten runt John Hart Lake är nära nog obefolkad, med mindre än två invånare per kvadratkilometer.